# Alberi spogli
Alberi spogli è un'incisione dell'artista olandese Willem Buytewech, facente parte dei Paesaggi vari, un gruppo di nove incisioni del 1616, che rappresentano paesaggi nei dintorni di Haarlem..
In questa incisione è raffigurata una fila di alberi spogli, disposti insolitamente su una linea parallela al foglio, dietro i quali si scorgono i resti di un edificio .
Non si conosce di quale edificio siano queste rovine, anche se si presume che esse si trovino nella zona di Haarlem, come del resto la maggior parte dei paesaggi della raccolta. 